# Халаидово
Халаи́дово (укр. Халаїдове) — село в Уманском районе Черкасской области Украины.
Население по переписи 2001 года составляло 888 человек. Почтовый индекс — 19136. Телефонный код — 4746.

## Местный совет
19136, Черкасская обл., Монастырищенский р-н, с. Халаидово, ул. Ленина, 1